# 巴卡利·蘇馬爾
巴卡利·蘇馬爾（Bakary Soumare；1985年11月9日—）一般称作蘇馬爾，生于馬里，馬里职业足球运动员，现效力于美國職業足球大聯盟球会芝加哥火焰，2007年他為芝加哥火焰上陣達到1072分鐘。